# Spandauer Burgwall

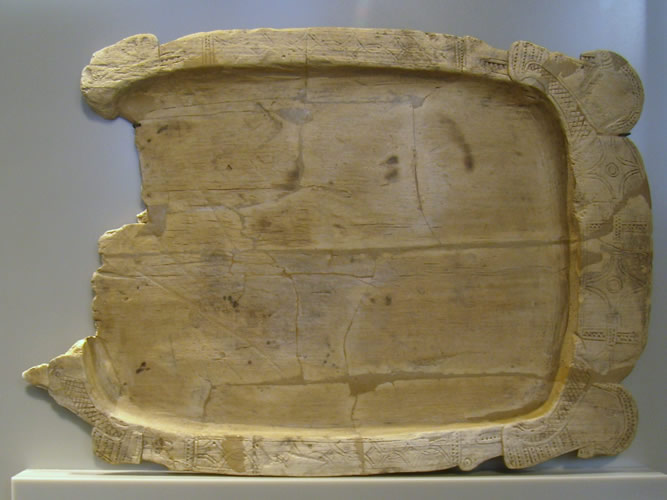
Mit Schnitzereien verziertes Tablett, gefunden bei Grabungen am Burgwall

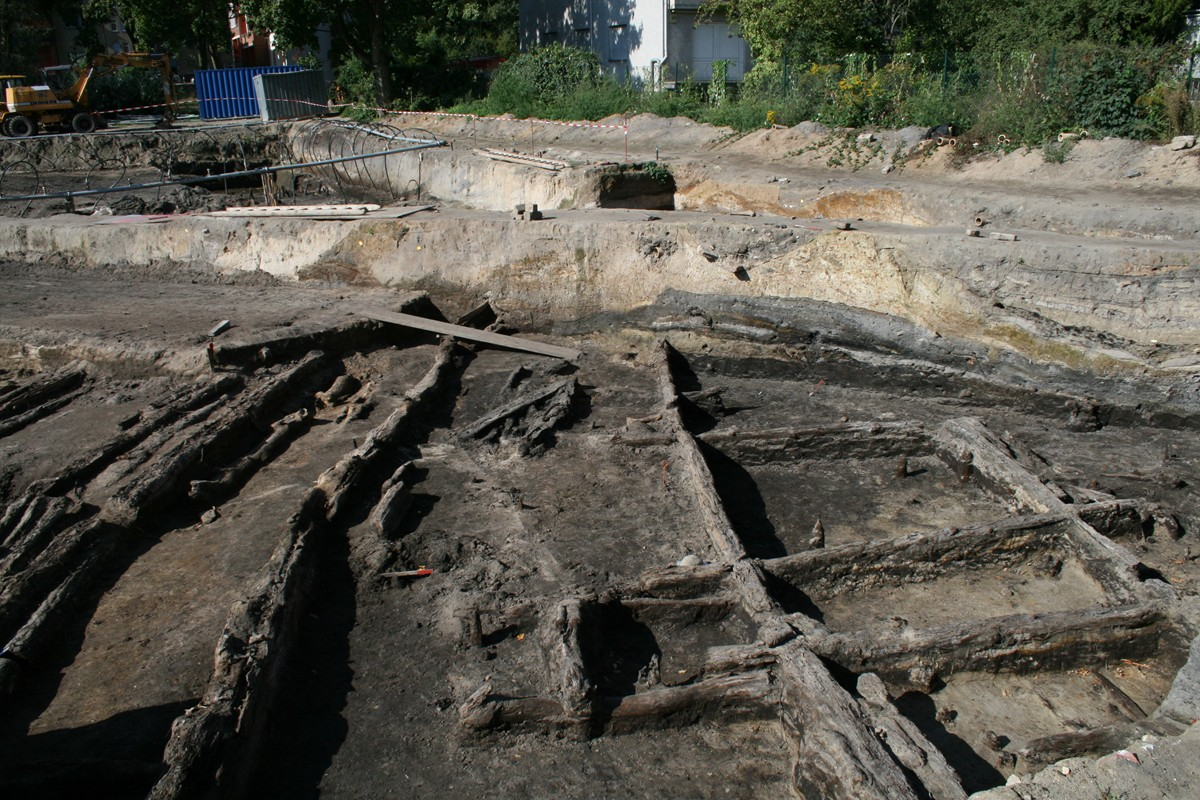
Ausgrabungen im Jahr 2008 am Spandauer Burgwall

Der Spandauer Burgwall bezeichnet den archäologischen Fundplatz eines ehemaligen slawischen Burgwalls im heutigen Spandau (Berlin).

## Geschichte
Es handelt sich um die Reste eines Walls und die erste slawische Siedlung mit Burg. Erste Besiedlungsspuren reichen bis in das 8. Jahrhundert zurück. Zu dieser Zeit siedelten die Slawen auf einer kleinen Insel in der Havel, rund zwei Kilometer südlich der heutigen Altstadt Spandau. Die Siedlung wurde schon früh befestigt. Hochwertige Funde, aber auch ein aufwändig befestigter Teil der Siedlung zeigen, dass hier ein Hevellerfürst residierte. Die Besiedlung griff schon bald auf das nahe gelegene Ufer über, zu dem eine hölzerne Brücke auf die Insel führte. Auf den Feldern um den Bullengraben, der in den Burgwallgraben mündete, betrieben die Slawen Weide- und Heuwirtschaft. 
Der Ort wurde mehrmals zerstört oder brannte aus anderen Gründen nieder, wurde jedoch immer wieder erneut aufgebaut. Alle Bauten waren aus Holz errichtet. Die Siedlung wurde im 12. Jahrhundert aufgegeben. Die Bevölkerung siedelte in dieser Zeit in das nahe gelegene und neu gegründete Spandau über. 
Neben der Siedlung wurde ein zugehöriger Friedhof ausgegraben. Der Burgwallgraben, der die Insel im Westen umgab, wurde Mitte des 19. Jahrhunderts mit dem Bau der Berlin-Hamburger Bahn im nördlichen Teil zugeschüttet, sodass die Insel mit dem Land verbunden wurde. Die Straße Spandauer Burgwall auf der verbliebenen und zum Teil bebauten Halbinsel erinnert an das ehemalige slawische Siedlungszentrum.
Bei Ausgrabungen wurde 1982 neben einer um 980 aus Holz errichteten Saalkirche die Gussform des Spandauer Kreuzes gefunden. Später fanden die Archäologen auch einen goldenen Thebalring.